# Alvaro (cognome)
Alvaro è un cognome di lingua italiana.

## Varianti
Alvares, Alvarez, Alvarino, Alverino.

## Origine e diffusione
Il cognome è tipicamente meridionale.
Potrebbe derivare dal prenome Alvaro, dal germanico all, "tutto", e waria, "difesa". È affine al cognome spagnolo Álvarez.
Le varianti Alvares e Alvarez sono napoletane e calabresi.

## Persone
- Corrado Alvaro – scrittore, giornalista e poeta italiano
- Domenico Alvaro – mafioso italiano